# Hålsjön (Sandhults socken, Västergötland)
Hålsjön är en sjö i Borås kommun i Västergötland och ingår i Rolfsåns huvudavrinningsområde.